# Bogdan Zawadzki
Bogdan Włodzimierz Zawadzki (ur. 22 lutego 1957 w Warszawie)  – polski psycholog, profesor nauk humanistycznych, profesor zwyczajny Wydziału Psychologii Uniwersytetu Warszawskiego, specjalista w zakresie psychologii różnic indywidualnych, diagnozy psychologicznej - psychometrii, zaburzeń potraumatycznych. 

## Życiorys
W 1980 ukończył studia na kierunku psychologia na Wydziale Psychologii Uniwersytetu Warszawskiego, gdzie w 1992 na podstawie napisanej pod kierunkiem Jana Strelaua rozprawy pt. Cechy temperamentu w ujęciu regulacyjnej teorii temperamentu i ich pomiar metodą kwestionariusza uzyskał stopień naukowy doktora nauk humanistycznych w dyscyplinie psychologia w specjalności psychologia różnic indywidualnych. Od 1993 pracował na macierzystej uczelni.
Tam też na podstawie dorobku naukowego oraz monografii pt. Temperament – geny i środowisko. Porównania wewnątrz- i międzypopulacyjne otrzymał w 2002 stopień naukowy doktora habilitowanego nauk humanistycznych dyscyplina psychologia specjalność psychologia różnic indywidualnych. W 2007 prezydent RP nadał mu tytuł naukowy profesora nauk humanistycznych.
Został nauczycielem akademickim Wydziału Psychologicznego UW oraz profesorem zwyczajnym Uniwersytetu Warszawskiego. Wybrano go w skład Centralnej Komisji do Spraw Stopni i Tytułów. Został członkiem Komitetu Badań nad Zagrożeniami Polskiej Akademii Nauk.
Autor narzędzi pomiaru cech temperamentu i międzykulturowych badań nad temperamentem. Kierownik grantów badawczych w ramach których były realizowane  badania nad czynnikami ryzyka (badania powodzian w Polsce  1997-2010), diagnozą  i leczeniem PTSD - pourazowego zaburzenia stresowego (programy TRAKT 2008-2018).
W 2019 został członkiem Rady Doskonałości Naukowej I kadencji.